# Virginia La Mura
Virginia La Mura (Pompei, 21 gennaio 1966) è una politica italiana.

## Biografia
Vive a Pompei (Napoli); ottenuta la maturità scientifica al Liceo Statale "E. Pascal" del suo comune, si è laureata in Oceanografia all'Università degli Studi di Napoli "Parthenope". Di professione è consulente.

### Elezione a senatrice
Alle elezioni politiche del 2018 viene eletta al Senato della Repubblica nel collegio uninominale di Torre del Greco, con l'appoggio del Movimento 5 Stelle.
Vicina alle posizioni di Roberto Fico, fa parte della corrente di sinistra del Movimento, cosiddetta ortodossa, critica nei confronti del leader Luigi Di Maio.
Il 7 novembre 2018 non partecipa al voto di fiducia sul decreto sicurezza del Ministro dell'Interno Matteo Salvini, dichiarandosi contraria alle misure in esso contenute.
Il 17 febbraio 2021 è una dei 15 senatori del M5S a votare contro la fiducia al Governo Draghi. Il giorno dopo il Capo politico del M5S, Vito Crimi, annuncia l'espulsione di tutti i 15 senatori che non hanno votato la fiducia al governo. In seguito aderisce a Sinistra Italiana, pur non aderendo al gruppo di Liberi e Uguali.
Il 27 aprile 2022 con alcuni ex M5S e i senatori del Partito Comunista e di Italia dei Valori dà vita al gruppo parlamentare C.A.L. (Costituzione Ambiente Lavoro) - PC - IdV.